# Schloßbergplatz

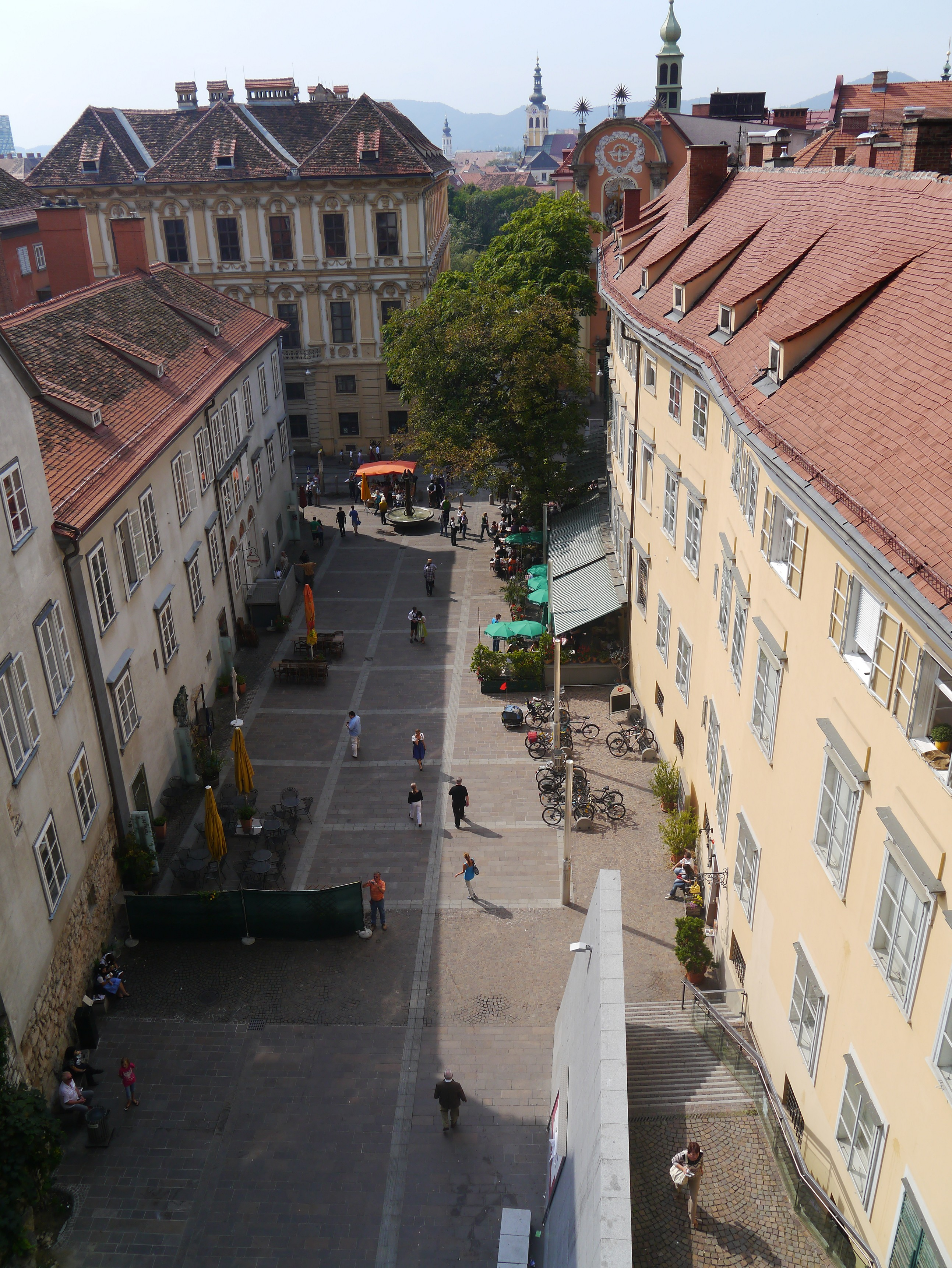
Blick vom „Kriegssteig“ über den Schloßbergplatz nach Westen.

Der Schloßbergplatz ist ein Platz im ersten Grazer Stadtbezirk Innere Stadt. Seit 1929 ist er nach dem Grazer Schloßberg benannt, dessen Westflanke an dem Platz quasi senkrecht ansteigt. Häufig tritt die Falschschreibung Schlossbergplatz auf – der Eigenname hat sein „ß“ trotz Rechtschreibreform behalten.

## Entwicklung

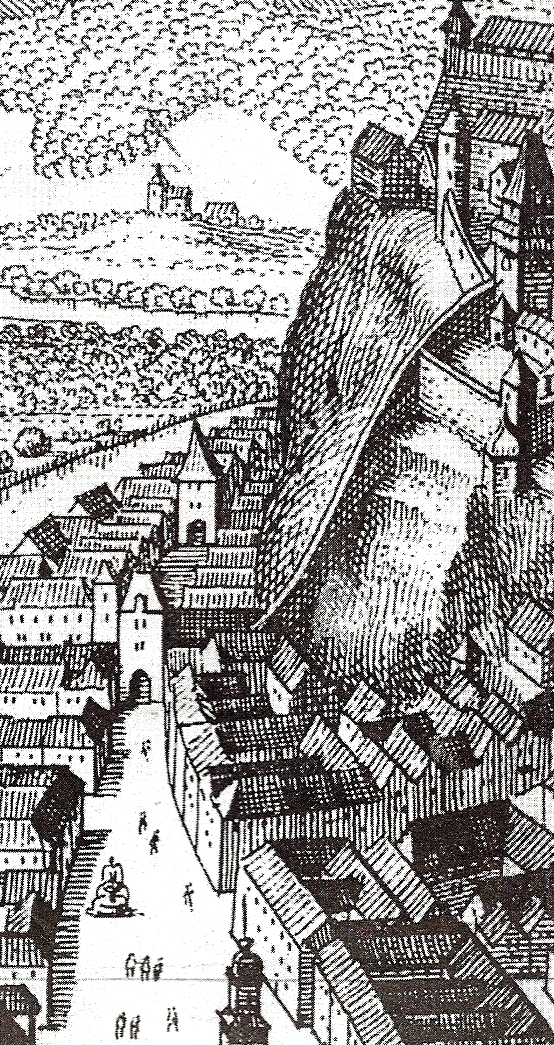
Situation 1649, Blick von Süden auf das Erste und Zweite Sacktor, rechts führt vom Uhrturm die Stadtmauer herab.
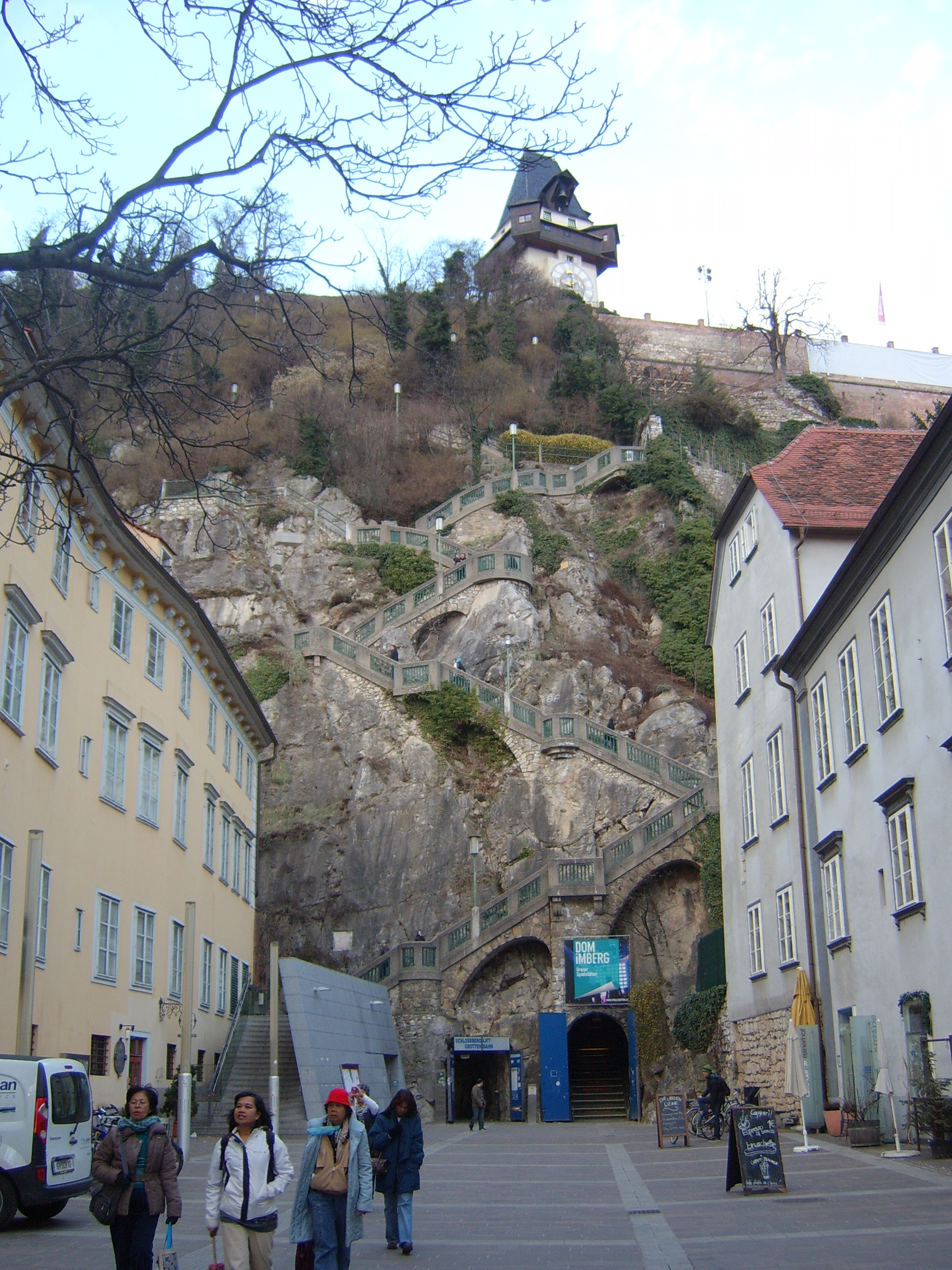
Schloßbergplatz, Blick von der Sackstraße ostwärts. Reinerhof (re.) und „Alte Münze“ (li.). Mittig der „Kriegssteig“, daneben die überwucherten Reste der Stadtmauer.

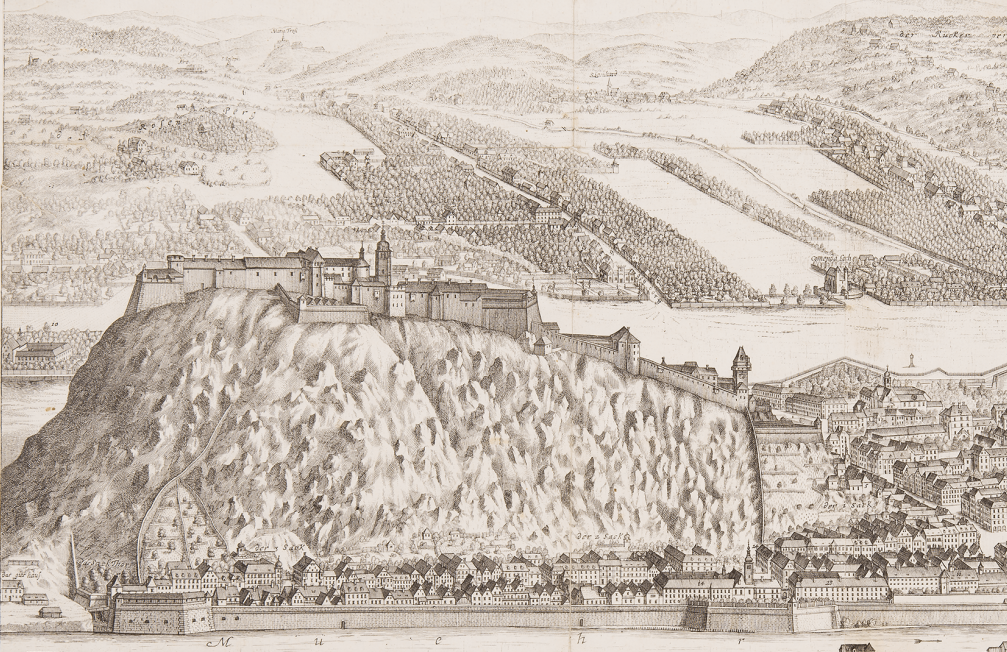
Blick auf den Schloßberg von Westen um 1700. Rechts unten die Ursulinenbastei mit Kloster, dahinter der Schloßbergplatz mit Mauer hinauf zum Uhrturm

### Mittelalter
Die Ursprünge des Schloßbergplatzes sind direkt mit der mittelalterlichen Grazer Stadtbefestigung verknüpft. Zumindest seit dem 13. Jahrhundert führte eine Mauer vom Grazer Uhrturm über die steile Bergflanke hinunter zum Reinerhof (Stadthof des 1147 gegründeten Stift Rein), in dessen Baukörper bis heute ein romanischer Wehrturm erhalten ist. Die Mauer verlief sodann weiter westwärts, in Richtung der Mur. An der Stadtinnenseite bildete sie den torlosen Abschluss einer Straße, welche seither den Namen Sackstraße trägt. Allerdings wurde schon im 14. Jahrhundert ein Tor (das sogenannte „Erste Sacktor“) in die Mauer gebrochen, das den Verkehr von und nach Norden ermöglichte. Spätere Abbildungen zeigen, dass das Tor von einem einfachen quadratischen Turm mit Walmdach gesichert wurde. Der Schloßbergplatz entwickelte sich aus dem militärisch notwendigen Freiraum vor der Stadtmauer, welcher im landesfürstlichen Besitz stand und daher trotz fortschreitenden Stadtwachstums nicht von Privatleuten bebaut werden konnte. So erklärt sich auch die langgezogene Form des Platzes.

### Neuzeit
Die Stadt wuchs jedoch bald über ihre mittelalterlichen Mauern hinaus, die Sackstraße wurde bereits im 14./15. Jahrhundert und erneut im 17. Jahrhundert verlängert und an ihren jeweiligen Enden jeweils mit einem neuen Stadttor (Zweites und Drittes Sacktor) versehen (vgl. Liste der Grazer Stadttore). Das alte, innerste Sacktor verlor seine militärische Funktion zunehmend. Nachdem die Gegend 1670 durch einen Stadtbrand verwüstet worden war, kam es zu zahlreichen Neubauten. 1676 wurde am Flussufer direkt außerhalb des Ersten Sacktores eine ursprünglich Admonterbastei, dann jedoch bald Ursulinenbastei genannte Bastei fertiggestellt. Sie verschwand im Lauf der Jahrhunderte durch Hochwasser, Abtragung und zuletzt im 19. Jahrhundert durch die Errichtung von Kaimauern am Flussufer. Ihren gängigeren Namen erhielt sie durch das ab 1694 auf ihr errichtete Kloster der Ursulinen. Die Klosterkirche, heute Dreifaltigkeitskirche genannt, bildet heute den westlichen Abschluss des Schloßbergplatzes, das alte Klostergebäude wurde um 1900 den Grazer Schulschwestern übergeben, die einen Neubau errichteten. An der Nordseite des Schloßberglatzes entstand ab 1690 das langgestreckte Postamt (heute aufgrund einer späteren Nutzung meist „Alte Münze“ genannt). Als prächtigster Neubau jener Zeit entstand von 1702 bis 1716 das Palais Attems an Stelle sechs älterer Bürgerhäuser am Übergang zwischen dem innersten Teil der Sackstraße und dem Schloßbergplatz. Der Bauherr, Ignaz Maria Graf Attems, hatte außerdem die Genehmigung bekommen, 1705 das Erste Sacktor abzutragen. Für die dadurch verloren gegangenen Quartiere der Stadtwache im Torturm mussten die Besitzer der umliegenden Häuser der Stadt eine Entschädigungszahlung leisten.
Bis ins 17. Jahrhundert hatten Name und praktische Nutzung des Platzes mehrfach gewechselt. 1625 wurde er zum Grazer Fischmarkt bestimmt, dieser verlagerte sich etwa 30 Jahre später jedoch auf den Kapaunplatz (nahe dem Franziskanerkloster). Im Jahr 1665 wurde der Platz „Haffnerplätzl“ genannt, aus dem Jahr 1703 ist die Bezeichnung „Schlosserpläzl“ überliefert. Danach bürgerte sich der Name „Ursulinenplatz“ ein. Spätestens mit dem Abbruch des mittelalterlichen Stadttores hatte der Schloßbergplatz seine militärische Funktion verloren. Der östlich der Sackstraße gelegene Hauptteil des Platzes diente infolge dem Reinerhof als Garten und war nicht mehr öffentlich zugänglich.

### Der Platz im 20. und 21. Jahrhundert
Entscheidend für die heutige Gestalt des Platzes war die Anlage des sogenannten „Kriegssteiges“, einer Treppenkonstruktion mit Aussichtspunkten, die auf den Schloßberg hinaufführt. Erste Überlegungen, einen solchen zu errichten, gab es um 1903. Damals wurde im Gemeinderat der Antrag gestellt, dass die Stadt das Grundstück mit dem Garten des Reinerhofes ankaufen und somit der Öffentlichkeit zugänglich machen möge. 1911 wurde ein Fonds zur Finanzierung des Bauvorhabens eingerichtet. Die Bauarbeiten begannen drei Jahre später, verzögerten sich jedoch aufgrund des Ersten Weltkrieges. Durch Mitwirken von Pionieren des Infanterieregiments Nr. 27, aber auch durch russische Kriegsgefangene, konnte der spektakuläre Weg auf den Schloßberg am 1. Juni 1918 eröffnet werden. Da bisher alle Versuche einer Umbenennung (etwa in „Friedenssteig“) scheiterten, trägt er bis heute offiziell den Namen „Kriegssteig“, umgangssprachlich auch „Felsensteig“ oder, nach den Zwangsarbeitern, „Russensteig“. Um 1900 war der Schloßbergplatz auch nach Westen geöffnet worden, es entstand ein Durchgang zwischen dem Palais Attems und der Dreifaltigkeitskirche zum Kaiser-Franz-Josef-Kai an der Mur. Seit 1929 trägt der Platz seinen aktuellen Namen.
Im Zweiten Weltkrieg wurde durch Zwangsarbeiter im Inneren des Schloßberges ein umfangreiches Stollensystem mit 6,3 km Länge, 20 Eingängen und etwa 12.000 m² Nutzfläche angelegt, welches während der schweren Bombenangriffe auf Graz als Kommandozentrale, Luftschutzbunker für bis zu 50.000 Personen und Lazarett diente. Diese Luftschutzstollen wurden auch vom Schloßbergplatz aus gegraben, der anfallende Schutt konnte auf kurzem Weg in der Mur entsorgt werden. Zwei der Stollen sind vom Schloßbergplatz aus zugänglich und erfahren heute eine friedliche Nutzung: Einer fungiert als Zugang zum Schloßberglift, zur Schloßbergrutsche und zur Märchenbahn, der andere durchquert den Berg vollständig und kann als Abkürzung zu dessen Ostseite genutzt werden. Auf halbem Weg befindet sich außerdem der Zugang zum Veranstaltungszentrum Dom im Berg.

## Liste bedeutender Bauten und Denkmäler
Für eine ausführlichere Beschreibung siehe die Liste der denkmalgeschützten Objekte in Graz.
| Name & Adresse                                                                     | Bild | Kurzbeschreibung |
| ---------------------------------------------------------------------------------- | ---- | --- |
| Palais Attems Sackstraße 17                                                        |      | Das Palais wurde von 1702 bis 1716 an Stelle von sechs Bürgerhäusern und des mittelalterlichen Stadttores errichtet. Es gilt als das prächtigste Grazer Stadtpalais und beherbergte die bedeutende Kunstsammlung der Familie Attems. Im Zweiten Weltkrieg wurde das Gebäude geplündert und 1962 von der Familie Attems leer an das Land Steiermark verkauft. Die üppige barocke Wand- und Deckengestaltung ist erhalten, heute beherbergt das Palais unter anderem die Büros der Styriarte und der Literaturzeitschrift Manuskripte. |
| Dreifaltigkeitskirche und Ehemaliges Ursulinenkloster Kaiser-Franz-Josef-Kai 16–18 |      | Im Stil des italienischen Barock errichtete, 1704 fertiggestellte Wandpfeilerkirche. Bemerkenswert ist vor allem die einheitlich erhaltene barocke Innenausstattung. Das angrenzende ehemalige Ursulinenkloster wurde um 1900 abgetragen und von den Grazer Schulschwestern mit Kindergarten und Volksschule neuerrichtet. |
| Reinerhof Sackstraße 20                                                            |      | Der Reinerhof wurde 1164 als Stadthof des Stift Rein erwähnt und ist damit das älteste urkundlich belegte Gebäude der Stadt. Schloßbergseitig ist das Mauerwerk eines romanischen Turms mehrere Stockwerke hoch erhalten, im Inneren ist u. a. ein gotischer Einstützenraum bemerkenswert. Die Fassade ist heute von Elementen aus der Renaissance und dem Biedermeier geprägt. |
| Alte Post, ehem. k.k. Münzhaus („Alte Münze“) Sackstraße 22                        |      | Das Gebäude wurde 1690 als Postamt erbaut. Zwischen 1756 und 1772 diente es als k. k. Münzhaus. Bemerkenswerte Details an der Fassade der langgestreckten Anlage sind unter anderem der Doppeladler mit Bindenschild und den Initialen Kaiserin Maria Theresias über dem Portal und die Vielzahl unterschiedlich (d. h. individuell in Handarbeit) gestalteter Fratzen im Dachgesims. |
| Taubenbrunnen                                                                      |      | Der Taubenbrunnen entstand 1947 bis 1949 im Auftrag der Stadt Graz durch den Künstler Walter Ritter. Er ist eine Reminiszenz an einen Ziehbrunnen, den Clementine van der Tauben, eine Angehörige der Ursulinen, auf dem Platz gestiftet haben soll. |
| Kriegssteig                                                                        |      | Zwischen 1914 und 1918 unter Mithilfe von Soldaten und russischen Kriegsgefangenen errichteter Treppensteig mit Aussichtsplattformen, der über 260 Stufen den Weg vom Schloßbergplatz zum Uhrturm ermöchlicht. 1928 erfolgte eine oben nördlich entlang der Felswand anschließende Erweiterung durch den „Jubiläumssteig“. |
| Schloßbergstollen                                                                  |      | Zwei vom Schloßbergplatz ausgehende Stollen: Einer fungiert als Zugang zur Grazer Märchenbahn, zum Schloßberglift und als Endpunkt der durch den Liftschacht verlaufenden Schloßbergrutsche. Der andere bietet Zugang zum Veranstaltungszentrum Dom im Berg und freien Durchgang zur Ostseite des Schloßberges oberhalb des Karmeliterplatzes. |